# SERT–2
SERT–2 amerikai tudományos műhold.

## Küldetés
Az ion-motor tesztelése mikrogravitációs környezetben, ellenőrizni, hogy működése okoz-e kapcsolattartási problémát a földi állomással.

## Jellemzői
Tervezte, gyártotta és üzemeltette a NASA Lewis Research Center.
Megnevezései: SERT–2; Space Electric Rocket Test (SERT–2); COSPAR: 1970-009A; Kódszáma: 4327.
1970. február 4-én a Vandenberg légitámaszpontból, az LC–2E (LC–Launch Complex) jelű indítóállványról egy Thor-Agena D (SLV-2G) hordozórakétával állították alacsony Föld körüli pályára (LEO = Low-Earth Orbit). Az orbitális pályája 106,06 perces, 99,30 fokos hajlásszögű, körpálya perigeuma 1040 kilométer, az apogeuma 1048 kilométer volt.
Giroszkóppal stabilizált, a műhold tengelyét a Földre irányították. A mágneses adatrögzítő meghatározott időpontokban játszotta adatait a vevőállomásra. Tömege 1404 kilogramm. Az űreszközhöz kettő napelemtáblát építettek, egy tábla 5,8x1,5 méter és 33 000 napelemet hordozott. Éjszakai (földárnyék) energia ellátását kémiai akkumulátorok biztosították.
Az ion-motor továbbfejlesztése az 1964. július 20-án a SERT–1-en elhelyezett tesztberendezés üzemeltetésének tapasztalataira épülve folytatódott.
A földi tesztek 1966-ban kezdődtek. A tesztidőszakokban előbb 6742, majd 5169 órát üzemeltették. Az űreszközön elhelyezve 2400 óra üzemidőt terveztek. Kettő egyforma, 15 centiméter átmérőjű higanygőz ion-motor mellé a kapcsolódó diagnosztikai eszközöket (biztosítva az energiaellátást [1000 watt], telemetriát, szigetelést) és a működést irányító hardvert telepítették. A pályaelemet úgy választották, hogy a 6 hónapos teszt végig napos körülmények között legyen. A 6 hónapos teszt ideje alatt csak az egyik motort üzemeltették, 0,85 kW mellett 28 mN tolóerőt tudtak előállítani. Az ion-motort 300 alkalommal újraindították. Tesztidő után egy 3 hónapos sötétség következett, majd újabb 8 hónapos napos időszak. Ebben a szakaszban a másik hajtóművet tesztelték. A higanyos hajtóanyagtartály egyenként 9 hónapos tesztidőt biztosított. Az ion-hajtóművek hatására az űreszköz havonta 16 kilométert emelkedett. Kialakítását szabványos módon végezték, így más űreszközökbe is beépíthető.
A légkörbe történő belépésének ideje ismeretlen.